# Nace Zaletelj
Nace (Ignac) Zaletelj je slovenski izdelovalec vseh vrst unikatnih brenkal - največ kitare in bas kitare. Živi in dela v kraju Mengeš na Gorenjskem.
Njegovo področje sta predvsem bas kitara in akustična kitara - modeli za zvrsti, kot so jazz, klasična, rock, country in narodnozabavna glasba. Že vsaj dve desetletji je priznan izdelovalec glasbil v tujini : v državah, kot so Švica, Avstrija in Nemčija že od osemdesetih let dalje na veliko uporabljajo njegove akustične kitare.